# Бейзими
Бейзи́ми — село в Україні, у Сахновецькій сільській громаді Шепетівського району Хмельницької області. Населення становить 249 осіб. Село розташоване на сході громади. Відстань до обласного центру — 92 км, до міста Ізяслав — 23 км.

## Історія
У 1906 році село Новосільської волості Ізяславського повіту Волинської губернії. Відстань від повітового міста 18 верст, від волості 8. Дворів 102, мешканців 625.
13 жовтня 2012 року поблизу села, на місці колишнього двору шляхтичів Бейзимів освячено капличку в пам'ять блаженного отця Яна Бейзима.

## Населення

### Мова
Розподіл населення за рідною мовою за даними перепису 2001 року:
| Мова       | Кількість | Відсоток |
| ---------- | --------- | -------- |
| українська | 247       | 99.2%    |
| російська  | 1         | 0.4%     |
| білоруська | 1         | 0.4%     |
| Усього     | 249       | 100%     |

## Уродженці
У селі народився римо-католицький духівник, святий сповідник і місіонер Ян Бейзим (1850—1912).